# Luiz Otávio (futebolista)
Luiz Otávio Anacleto Leandro, mais conhecido apenas como Luiz Otávio (Carmo, 14 de setembro de 1988), é um futebolista brasileiro que atua como zagueiro. Atualmente joga no Ceará.

## Carreira

### Início
Carioca, Luiz Otávio atuou nas categorias de base do Botafogo, mas se profissionalizou atuando com a camisa do Friburguense.
Em 2009, assinou com o Angra dos Reis. Depois, vestiu outras camisas no Rio de Janeiro, como Madureira e Macaé, todas por empréstimo junto ao Tubarão da Costa Verde.
Se aventurou pela primeira vez fora de sua cidade natal em 2013, quando foi para o Nordeste atuar pelo Icasa, do Ceará. No ano seguinte, mudou-se para São Paulo, onde jogou pelo Linense. Em seguida, voltou ao Nordeste e vestiu por três temporadas, entre 2014 e 2016, a camisa do Sampaio Corrêa, do Maranhão, onde ultrapassou a marca de 100 partidas.

### Ceará

#### 2017
Luiz Otávio chegou ao Ceará no começo de 2017, emprestado por um ano pelo Angra dos Reis, e logo se firmou como uma das principais peças do Alvinegro.

#### 2018
Para a temporada de 2018, renovou seu contrato de empréstimo com o Ceará até maio de 2020. Antes disso, renovou com o Angra dos Reis até o final de 2021. Mas o Ceará optou por comprar o zagueiro logo depois.

#### 2019
Pela 27ª rodada do Brasileirão, na partida contra o Bahia, Luiz Otávio marcou os dois gols da virada do Alvinegro.

## Estatísticas
Até 20 de dezembro de 2020.

### Clubes
| Clube             | Temporada         | Campeonato nacional | Campeonato nacional | Campeonato nacional | Copa nacional[a] | Copa nacional[a] | Copa nacional[a] | Competições continentais[b] | Competições continentais[b] | Competições continentais[b] | Outros torneios[c] | Outros torneios[c] | Outros torneios[c] | Total | Total | Total   |
| Clube             | Temporada         | Jogos               | Gols                | Assist.             | Jogos            | Gols             | Assist.          | Jogos                       | Gols                        | Assist.                     | Jogos              | Gols               | Assist.            | Jogos | Gols  | Assist. |
| ----------------- | ----------------- | ------------------- | ------------------- | ------------------- | ---------------- | ---------------- | ---------------- | --------------------------- | --------------------------- | --------------------------- | ------------------ | ------------------ | ------------------ | ----- | ----- | ------- |
| Ceará             | 2017              | 31                  | 1                   | 0                   | 1                | 0                | 0                | —                           | —                           | —                           | 11                 | 2                  | 0                  | 43    | 3     | 0       |
| Ceará             | 2018              | 35                  | 1                   | 1                   | 4                | 0                | 0                | —                           | —                           | —                           | 15                 | 0                  | 0                  | 54    | 1     | 1       |
| Ceará             | 2019              | 26                  | 2                   | 1                   | 4                | 0                | 0                | —                           | —                           | —                           | 14                 | 0                  | 0                  | 44    | 2     | 1       |
| Ceará             | 2020              | 20                  | 1                   | 0                   | 10               | 1                | 0                | —                           | —                           | —                           | 16                 | 0                  | 0                  | 46    | 2     | 0       |
| Ceará             | Total             | 112                 | 5                   | 2                   | 19               | 1                | 0                | 0                           | 0                           | 0                           | 56                 | 2                  | 0                  | 187   | 8     | 2       |
| Total na carreira | Total na carreira | 112                 | 5                   | 2                   | 19               | 1                | 0                | 0                           | 0                           | 0                           | 56                 | 2                  | 0                  | 187   | 8     | 2       |

- a. ^ Jogos da Copa do Brasil
- b. ^ Jogos da Copa Sul-Americana
- c. ^ Jogos do Campeonato Cearense

## Títulos
Sampaio Corrêa
- Super Copa Maranhão: 2015

Ceará
- Campeonato Cearense: 2017, 2018, 2024, 2025
- Copa do Nordeste: 2020, 2023

### Prêmios individuais
| Ano  | Premiação           | Prêmio          | Time  | Resultado | Ref.  |
| ---- | ------------------- | --------------- | ----- | --------- | ----- |
| 2017 | Troféu Verdes Mares | Melhor zagueiro | Ceará | Venceu    |       |
| 2018 | Troféu Verdes Mares | Melhor zagueiro | Ceará | Venceu    | [ 3 ] |
| 2019 | Troféu Verdes Mares | Melhor zagueiro | Ceará | Venceu    |       |
| 2019 | Troféu Flavio Ponte | Jogador do Ano  | Ceará | Venceu    | [ 4 ] |
| 2020 | Troféu Verdes Mares | Melhor zagueiro | Ceará | Venceu    |       |